# Conselho Nacional de Gestão e Redução do Risco de Desastres
O Conselho Nacional de Gestão e Redução do Risco de Desastres ( das suas siglas em inglês NDRRMC National Disaster Risk Reduction and Management Council), anteriormente conhecido como National Disaster Coordinating Council (NDCC), é um grupo de trabalho de várias organizações governamentais, não governamentais, do setor civil e do setor privado do Governo da República da Filipinas, estabelecido pela Lei da República 10121 de 2010. É administrado pelo Escritório de Defesa Civil (OCD), subordinado ao Departamento de Defesa Nacional (DND). O Conselho é responsável por garantir a proteção e o bem-estar das pessoas durante desastres ou emergências . O NDRRMC planeja e lidera as atividades de orientação na área de comunicação, sinalização de alerta, emergência, transporte, evacuação, resgate, engenharia, saúde e reabilitação, educação pública e serviços auxiliares como bombeiros e polícia no país. O Conselho utiliza a Abordagem de Cluster da ONU na gestão de desastres . É o foco do país para o Acordo da ASEAN sobre Gestão de Desastres e Resposta a Emergências (AADMER) e muitos outros compromissos internacionais relacionados.

## Resposta a desastres

### Tufão Haiyan (Yolanda)
O NDRRMC foi encarregado de coletar e relatar dados após o tufão Haiyan . Em 15 de novembro de 2014, a agência relatou 5.632 mortes, 1.140 pessoas desaparecidas e 12.166 feridos. A agência relatou o aumento do número de mortos para 6.190 mortes, 1.785 desaparecidos e 28.626 feridos. Eles também estimaram que o tufão custou ₱36.6 mil milhões de danos à infraestrutura e à agricultura da região de Visayan. Em 17 de abril de 2015, o Conselho Nacional de Gestão e Redução do Risco de Desastres confirmou um total de 6.300 mortes, incluindo 5.877 das ocorridas em Visayas do Leste.

### Erupção do Monte Pinatubo
Quando a população foi colocada em estado de alerta durante as primeiras fases da crise do Pinatubo, autoridades do NDCC mostraram indiscutível eficiência na gestão da população .

#### Medidas de precaução antes de detectar uma erupção
Antes da erupção, nenhuma medida de precaução foi tomada até que sinais de atividade fossem observados em 1991. Isso pode ser atribuído à ausência de qualquer regisro oral ou escrito de atividade vulcânica nos últimos 400 anos nas áreas circundantes .

#### Medidas de precaução após detectar uma erupção
Em 3 de abril de 1991, PHIVOLCS, depois de concluir que o vulcão estava despertando, decidiu evacuar as aldeias Aetas que se encontravam num raio de 10 km ao redor do cume . Em 13 de maio de 1991, um sistema de alerta e evacuação de 5 níveis foi constituído . Esse sistema incluía uma zona de perigo concêntrica em torno do vulcão, fixando continuamente quatro raios de evacuação de 10 a 40 quilômetros entre 7 e 18 de junho, que dependiam principalmente da evolução da ameaça. No dia 26 de junho de 1991, as ordens de evacuação foram comunicadas às autoridades locais ou Conselhos de Coordenação (DCC). Durante esses momentos, toda a zona localizada dentro do o raio de 10 km ao redor da cratera de Pinatubo foi decretado como setor de alto risco permanente por PHIVOLCS proibindo toda ocupação humana da zona .
Na época da fase eruptiva do Pinatubo em junho de 1991, a maioria da população reagiu favoravelmente às ordens de evacuação devido aos esforços de preparação e coordenação demonstrados pelas autoridades no terreno . No entanto, ainda houve alguns Aetas que mudaram de ideia e decidiram retornar às montanhas em busca de refúgio em cavernas e conforto espiritual de seu Deus. Houve também outros que se recusaram a ir embora, convencidos de que a esperada erupção não seria extrema o suficiente para chegar às suas casas e com medo de ter que abandonar seus pertences e plantações. Quando foi feito o segundo alerta, em julho de 1992, a população, por estar mais atenta aos acontecimentos anteriores, estava muito mais preparada. Apesar dos pedidos frequentes de PHIVOLCS e da resposta positiva da população a eles, um total de 300 famílias Aetas ainda se recusaram a evacuar.

## Recuperação pós-desastre
Sob a Lei de DRRM, a Autoridade Nacional de Desenvolvimento Econômico (NEDA) é designada como a agência líder para a recuperação . O NEDA tem o mandato de coordenar as funções de apoio à recuperação de agências governamentais nacionais, governos locais e organizações da sociedade civil (OSCs) . No entanto, durante a recuperação do supertufão Haiyan, o NDRRMC foi apanhado desprevenido devido aos impactos devastadores do tufão. Foi neste contexto que o governo, através do Memorando do Presidente 62, de dezembro de 2013, criou o Gabinete do Assistente Presidencial de Reabilitação e Recuperação (OPARR) com o objetivo exclusivo de coordenar o processo de recuperação. O OPARR visa unificar esforços do governo e de outras instituições envolvidas na recuperação . Tem competência especial para mobilizar todos os recursos do país e agilizar o processo de tomada de decisões sob a autoridade direta do Presidente. O OPARR foi dissolvido após dois anos .